# Statue von Arslantepe

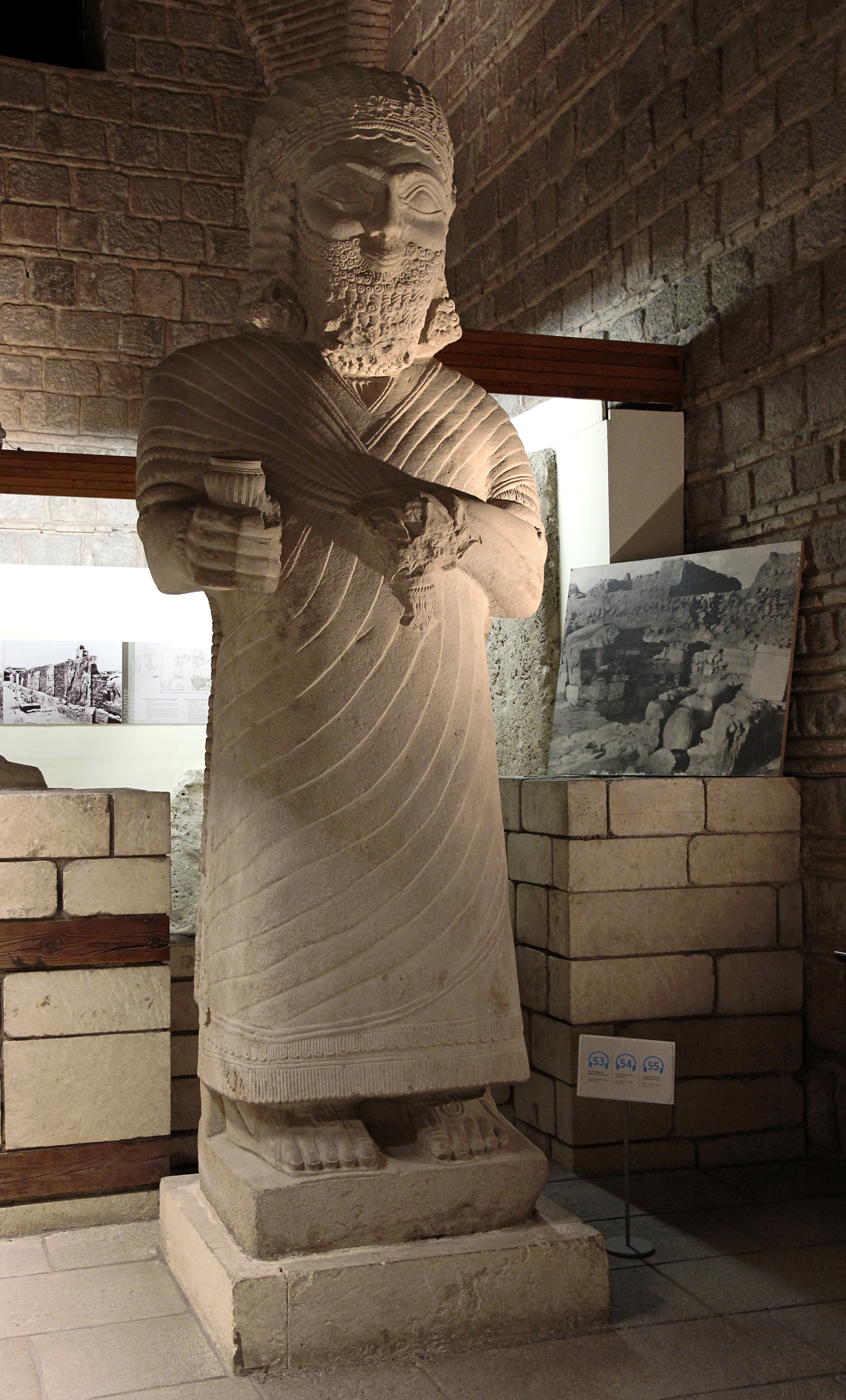
Statue von Arslantepe

Die Statue von Arslantepe ist eine 3,80 Meter hohe Kalksteinstatue, die auf dem Siedlungshügel von Arslantepe bei Malatya (Osttürkei) gefunden wurde. Sie datiert um das Jahr 725 v. Chr. und ist heute wie der größte Teil der Skulpturen von Malatya im Museum für anatolische Zivilisationen in Ankara zu besichtigen.
Es handelt sich dabei um die Darstellung eines Herrschers des neo-hethitischen Reiches Melid. Mit der linken Hand hat dieser einen Zipfel seines Gewandes ergriffen, während er mit der Rechten einen Becher hält. Insbesondere seine Haartracht, der Bart und das Gesicht zeigen in der Art der Darstellung assyrische Einflüsse. Die lockigen Haare sind von einem Diadem zusammengehalten und enden auf Schulterhöhe. Hingegen entspricht das Gewand typischen späthethitischen Werken.
Laut dem britischen Hethitologen John David Hawkins und dem deutschen vorderasiatischen Archäologen Winfried Orthmann zeigt die Statue den König Mutallu von Kummuḫ, der im späten 8. Jahrhundert v. Chr. im assyrischen Auftrag in Melid (Arslantepe) herrschte. In einem Museumsführer des Museums Ankara wird dagegen Tarhunza genannt. Die Beschilderung in der Ausstellung bezeichnet ihn jedoch als Mutallu.